# Michal Barinka
Michal Barinka (* 12. června 1984 Vyškov) je český hokejový trenér a bývalý hokejový obránce. Za svou kariéru se stal v roce 2010 mistrem světa a v sezóně 2017/2018 mistrem české extraligy, naskočil také do 34 zápasů v NHL.

## Osobní život
V roce 2009 se oženil s Nikol, o devět let starší dcerou trenéra Aloise Hadamczika. Jeho nevlastním synem je hokejový útočník Marcel Barinka.

## Hráčská kariéra
Michal Barinka začínal s hokejem v pěti letech v Táboře, do osmi let hrál na postu brankáře. Z Tábora přestoupil do dorostu Českých Budějovic. Při utkání juniorské extraligy 3. listopadu 2001 v Karlových Varech jej při jednom ze soubojů protihráč píchl hokejkou pod žebra a natrhl mu slezinu. Barinka podstoupil operaci a při níž mu lékaři museli půlku sleziny odoperovat, ale po dvou měsících už znovu hrál lední hokej. Dokonce v téže sezóně stihl ve svých sedmnácti letech premiéru v extralize mužů, když odehrál poslední tři zápasy sezony 2001/02. Dne 21. června 2003 byl draftován ve 2. kole na 59. místě Chicagem. V NHL v letech 2003–2006 odehrál za Chicago dvě sezóny, v nichž nastoupil k 34 utkáním a připsal si dva body za dvě asistence.
V sezóně 2021/2022 působil v prvoligovém klubu HC RT TORAX Poruba 2011, kde však kvůli zdravotním problémům odehrál pouze 18 zápasů. V dubnu 2022 ukončil svou hráčskou kariéru a byl jmenován jedním z trenérů Poruby.

## Individuální ocenění
- 2002 MS-18 – Nejlepší střelec na pozici obránce

## Prvenství

### ČHL
- Debut - 2. března 2002 (HC JME Znojemští Orli proti HC České Budějovice)
- První gól - 29. prosince 2006 (HC Vítkovice Steel proti HC Znojemští Orli, brankáři Jiřímu Trvajovi)
- První asistence - 29. listopadu 2002 (HC Chemopetrol Litvínov proti HC České Budějovice)

### NHL
- Debut – 11. března 2004 (New Jersey Devils proti Chicago Blackhawks)
- První asistence – 11. března 2004 (New Jersey Devils proti Chicago Blackhawks)

### KHL
- Debut - 28. ledna 2011 (Avtomobilist Jekatěrinburg proti Lokomotiv Jaroslavl)
- První asistence - 3. února 2011 (Viťaz Čechov proti Lokomotiv Jaroslavl)
- První gól - 10. března 2011 (Lokomotiv Jaroslavl proti Dinamo Riga, brankáři Mikael Tellqvist)

## Klubová statistika
| Sezóna     | Klub                    | Soutěž     |     | Základní část | Základní část | Základní část | Základní část | Základní část |   | Play off | Play off | Play off | Play off | Play off |
| Sezóna     | Klub                    | Soutěž     | Z   | G             | A             | B             | TM            | Z             | G | A        | B        | TM       |          |          |
| 2001/2002  | HC České Budějovice     | ČHL        | 3   | 0             | 0             | 0             | 0             | —             | — | —        | —        | —        |          |          |
| 2002/2003  | HC České Budějovice     | ČHL        | 31  | 0             | 1             | 1             | 14            | 4             | 0 | 0        | 0        | 2        |          |          |
| 2003/2004  | Norfolk Admirals        | AHL        | 40  | 4             | 2             | 6             | 80            | —             | — | —        | —        | —        |          |          |
| 2003/2004  | Chicago Blackhawks      | NHL        | 9   | 0             | 1             | 1             | 6             | —             | — | —        | —        | —        |          |          |
| 2004/2005  | Norfolk Admirals        | AHL        | 59  | 1             | 10            | 11            | 77            | —             | — | —        | —        | —        |          |          |
| 2005/2006  | Norfolk Admirals        | AHL        | 54  | 1             | 11            | 12            | 86            | 4             | 0 | 0        | 0        | 11       |          |          |
| 2005/2006  | Chicago Blackhawks      | NHL        | 25  | 0             | 1             | 1             | 20            | —             | — | —        | —        | —        |          |          |
| 2006/2007  | Binghamton Senators     | AHL        | 17  | 0             | 2             | 2             | 22            | —             | — | —        | —        | —        |          |          |
| 2006/2007  | HC Vítkovice Steel      | ČHL        | 15  | 3             | 3             | 6             | 18            | —             | — | —        | —        | —        |          |          |
| 2006/2007  | SC Bern                 | LNA        | —   | —             | —             | —             | —             | 17            | 0 | 3        | 3        | 20       |          |          |
| 2007/2008  | HC Vítkovice Steel      | ČHL        | 19  | 0             | 0             | 0             | 24            | 3             | 0 | 1        | 1        | 16       |          |          |
| 2008/2009  | HC Vítkovice Steel      | ČHL        | 47  | 2             | 9             | 11            | 50            | 10            | 0 | 4        | 4        | 4        |          |          |
| 2009/2010  | HC Vítkovice Steel      | ČHL        | 15  | 0             | 2             | 2             | 12            | 16            | 3 | 8        | 11       | 28       |          |          |
| 2010/2011  | HC Vítkovice Steel      | ČHL        | 32  | 4             | 8             | 12            | 26            | —             | — | —        | —        | —        |          |          |
| 2010/2011  | Lokomotiv Jaroslavl     | KHL        | 7   | 0             | 3             | 3             | 16            | 9             | 2 | 3        | 5        | 12       |          |          |
| 2011/2012  | Fribourg-Gottéron       | LNA        | 39  | 1             | 6             | 7             | 30            | 9             | 0 | 0        | 0        | 8        |          |          |
| 2012/2013  | HC Vítkovice Steel      | ČHL        | 47  | 5             | 10            | 15            | 50            | 11            | 0 | 1        | 1        | 20       |          |          |
| 2013/2014  | HC Vítkovice Steel      | ČHL        | 44  | 4             | 11            | 15            | 36            | 8             | 0 | 2        | 2        | 8        |          |          |
| 2014/2015  | HC Sparta Praha         | ČHL        | 49  | 5             | 13            | 18            | 72            | 10            | 0 | 1        | 1        | 10       |          |          |
| 2015/2016  | HC Sparta Praha         | ČHL        | 19  | 2             | 3             | 5             | 22            | 14            | 4 | 0        | 4        | 14       |          |          |
| 2016/2017  | HC Sparta Praha         | ČHL        | 37  | 0             | 3             | 3             | 32            | 3             | 0 | 0        | 0        | 14       |          |          |
| 2017/2018  | HC Kometa Brno          | ČHL        | 40  | 1             | 3             | 4             | 32            | 11            | 0 | 0        | 0        | 10       |          |          |
| 2018/2019  | HC Kometa Brno          | ČHL        | 43  | 4             | 3             | 7             | 58            | 3             | 0 | 1        | 1        | 6        |          |          |
| 2019/2020  | Rytíři Kladno           | ČHL        | 49  | 1             | 4             | 5             | 26            | —             | — | —        | —        | —        |          |          |
| 2020/2021  | Rytíři Kladno           | 1.ČHL      | 2   | 0             | 0             | 0             | 2             | —             | — | —        | —        | —        |          |          |
| 2020/2021  | HC Vítkovice Ridera     | ČHL        | 3   | 0             | 0             | 0             | 0             | —             | — | —        | —        | —        |          |          |
| 2020/2021  | HC Kometa Brno          | ČHL        | 12  | 0             | 0             | 0             | 20            | 3             | 0 | 0        | 0        | 34       |          |          |
| 2021/2022  | HC RT TORAX Poruba 2011 | 1.ČHL      | 18  | 0             | 3             | 3             | 18            | —             | — | —        | —        | —        |          |          |
| ČHL celkem | ČHL celkem              | ČHL celkem | 505 | 31            | 73            | 104           | 492           | 96            | 7 | 17       | 24       | 166      |          |          |
| NHL celkem | NHL celkem              | NHL celkem | 34  | 0             | 2             | 2             | 26            | —             | — | —        | —        | —        |          |          |
| LNA celkem | LNA celkem              | LNA celkem | 39  | 1             | 6             | 7             | 30            | 26            | 0 | 3        | 3        | 28       |          |          |
| KHL celkem | KHL celkem              | KHL celkem | 7   | 0             | 3             | 3             | 16            | 9             | 2 | 3        | 5        | 12       |          |          |

## Reprezentace
Premiéra v reprezentaci: 11. dubna 2003 Česká republika – Švýcarsko (Biel).
| Rok                       | Tým                       | Soutěž                    | Z  | G | A | B | TM |
| ------------------------- | ------------------------- | ------------------------- | -- | - | - | - | -- |
| 2002                      | Česko 18                  | MS-18                     | 8  | 4 | 2 | 6 | 6  |
| 2004                      | Česko 20                  | MSJ                       | 5  | 1 | 1 | 2 | 6  |
| 2007                      | Česko                     | MS                        | 7  | 1 | 2 | 3 | 8  |
| 2009                      | Česko                     | MS                        | 5  | 0 | 0 | 0 | 2  |
| 2010                      | Česko                     | MS                        | 4  | 0 | 0 | 0 | 4  |
| 2014                      | Česko                     | OH                        | 3  | 0 | 0 | 0 | 2  |
| Juniorská kariéra celkově | Juniorská kariéra celkově | Juniorská kariéra celkově | 13 | 5 | 3 | 8 | 12 |
| Seniorská kariéra celkově | Seniorská kariéra celkově | Seniorská kariéra celkově | 19 | 1 | 2 | 3 | 16 |